# 拉伊海岸縣
5°30′04″S 145°51′00″E / 5.501°S 145.850°E
拉伊海岸縣（英語：Rai Coast District），是巴布亞新畿內亞的縣份之一，位於新畿內亞島東部，由馬當省負責管轄，首府設於拉伊海岸，面積5,433平方公里，2011年人口83,213，人口密度每平方公里15人。